# San Pedro (Valle del Cauca)
San Pedro – miasto w Kolumbii, w departamencie Valle del Cauca.